# Mini-DIN

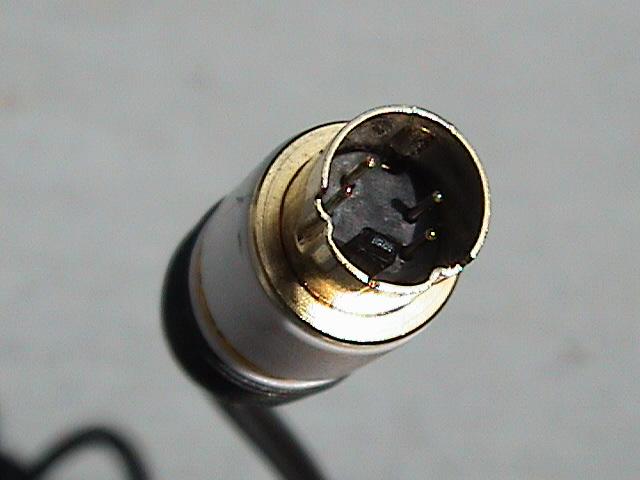
Mini-DIN коннектор

Разъём Mini-DIN — вид электрических соединителей, используемый в различных устройствах. Mini-DIN является уменьшенной версией DIN.

## Технические детали
Mini-DIN соединитель имеет диаметр 9,5 мм и семь типов, в зависимости от количества выводов (от 3 до 9). Также встречаются нестандартные соединители с количеством выводов до 10.

MiniDIN-3
MiniDIN-4
MiniDIN-5
MiniDIN-6
MiniDIN-7
MiniDIN-8
MiniDIN-9

## Применение
- LocalTalk Apple (Mini-DIN 3)
- Apple Desktop Bus (Mini-DIN 4)
- S-Video (Mini-DIN 4)
- PS/2 коннектор (Mini-DIN 6)
- Разъём внешнего питания в сварочных аппаратах для сращивания оптоволокна Fujikura (Mini-DIN 6)
- Ensoniq ASR-10 (Mini-DIN 8)
- Macintosh Serial Port (Mini-DIN 8)
- Разъём зарядки в Ni-MH аккумуляторах в аппарате Fujikura FSM-50S (Mini-DIN 8)
- Apple GeoPort (модифицирован Mini-DIN 8 с дополнительным пином)
- Sega Mega Drive/Sega Genesis, Sega Mega Drive II (Mini-DIN 9)
- Разъём зарядки в Li-Ion аккумуляторах в сварочном аппарате для оптоволокна Fujikura FSM-80S (Mini-DIN 9)
- Sega модель Saturn (Mini-DIN 10, нестандартный)
- Commodore модель Plus/4 (Mini-DIN 7)
- Alpine iPod интерфейс (D-форма Mini-Din 10, нестандартный)
- JVC Mini-Din 8 (нестандартный)
- Межблочный DTS-кабель в премиум-аудиосистеме автомобилей Mitsubishi (Mini-DIN 4 — Mini-DIN 8, Mini-DIN 4 — Mini-DIN 6)
- Разъём питания некоторых микшерных пультов Behringer